# Французька Фландрія
Французька Фландрія (фр. Flandre française [flɑ̃dʁ(ə) fʁɑ̃sɛːz]; нід. Frans-Vlaanderen; з.-флам. Frans-Vloandern) — частина історичного Фландрського графства у сучасній Франції, де традиційно розмовляли або все ще використовують діалект нідерландської мови. Регіон розташований у сучасному регіоні О-де-Франс і приблизно відповідає округам Лілль, Дуе та Дюнкерк на північному кордоні з Бельгією. Разом з Французьким Ено і Камбрезі, утворює французький департамент Нор.

## Географія
Французька Фландрія — здебільшого плоскі болота у багатому вугіллям районі на південь від Північного моря, складається з двох регіонів:
- Французький Вестгук[en] на північному заході, лежить між річкою Ліс і Північним морем, приблизно в тій самій області, що й округ Дюнкерк;
- Валлонська Фландрія[en], на південний схід та на південь від річки Ліс у сьогоденних округах Лілль і Дуе.

## Історія
Будучи частиною стародавньої та середньовічної Франкії з моменту заснування Франкського королівства (попередника Каролінзької імперії Карла Великого) за правління монархів Меровінгів, таких як Хлодвіг, який був коронований в Турне, Фландрія з часом підпала під контроль англійців, а потім іспанців, увійшовши до складу Іспанських Нідерландів і залишилась за Іспанією по результатам Вісімдесятирічної війни. Коли французькі національні війська повернулися під керівництвом Бурбонів із королем Людовіком XIV «Королем-Сонцем» (1638–1715), частина історично Французької Фландрії була повернута Королівству.
Регіон, який зараз називається «Французька Фландрія», колись був частиною феодального Фландрського графства, потім частиною Бургундських і Габсбурзьких Нідерландів, а відтак австрійських Південних Нідерландів. Регіон був відокремлений від графства (частини бургундської спадщини Габсбургів) у 1659 році через Піренейський мир, що завершив франко-іспанський конфлікт у Тридцятилітній війні (1618–1648), інші частини регіону були додані у наступних договорах у 1668 та 1678 роках. Регіон був переданий Французькому королівству та став частиною провінції Фландрія та Ено. Основна частина стала частиною сучасного французького адміністративного департаменту Нор, хоча деякі західні частини регіону, що відокремилися в 1237 році і стали графством Артуа до передачі французам, тепер є частиною департаменту Па-де-Кале.
Під час Другої світової війни термін «Французька Фландрія» стосувався всього регіону Нор-Па-де-Кале, що спочатку був підпорядкований військовій адміністрації окупованої Німеччиною Бельгії, потім був частиною Belgien-Nordfrankreich під керівництвом рейхскомісара і, нарешті, частиною теоретичного Рейхсгау Фландрія.

## Мова
Традиційна мова північної Французької Фландрії (Вестгук), споріднена з голландською мовою, відома як західнофламандська, зокрема субдіалект, відомий як французько-західнофламандська, якою розмовляють близько 20 000 носіїв щодня та 40 000 випадкових користувачів. Традиційною мовою Валлонської Фландрії (частини Романської Фландрії) є пікардська мова. У багатьох школах цього регіону школярів викладають фламандську, частково з метою відродження мови.

## Галерея

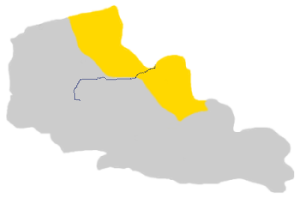
Карта, що показує розташування Французької Фландрії в межах Нор-Па-де-Кале, розділеного навпіл річкою Ліс. На півночі від нього розташований Французький Вестгук[en], а на півдні — Лілль
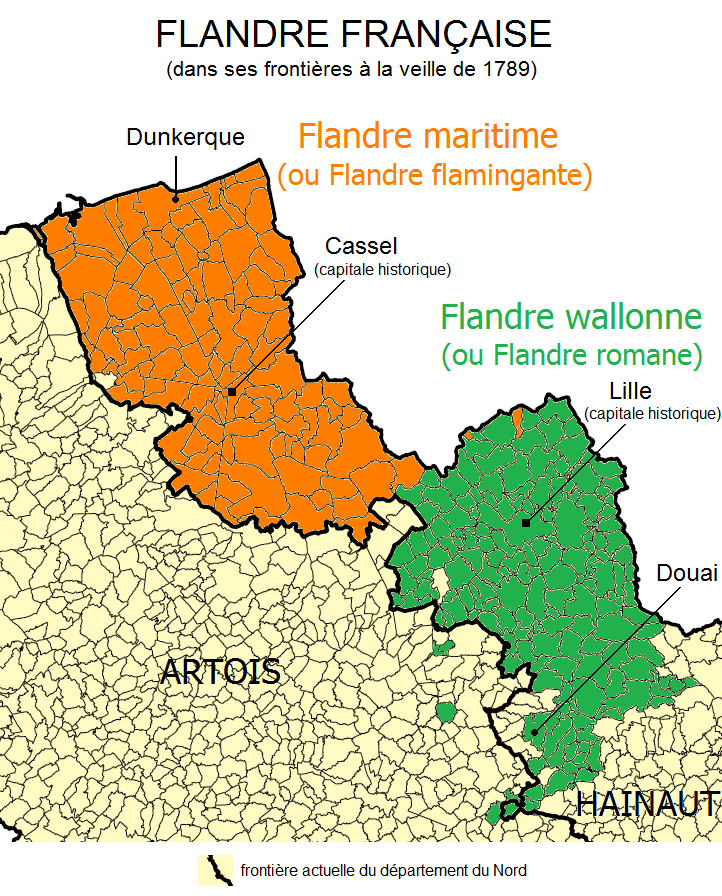
Романський (зелений) і германський (помаранчевий) мовні діалекти у Французькій Фландрії близько 1789 р.
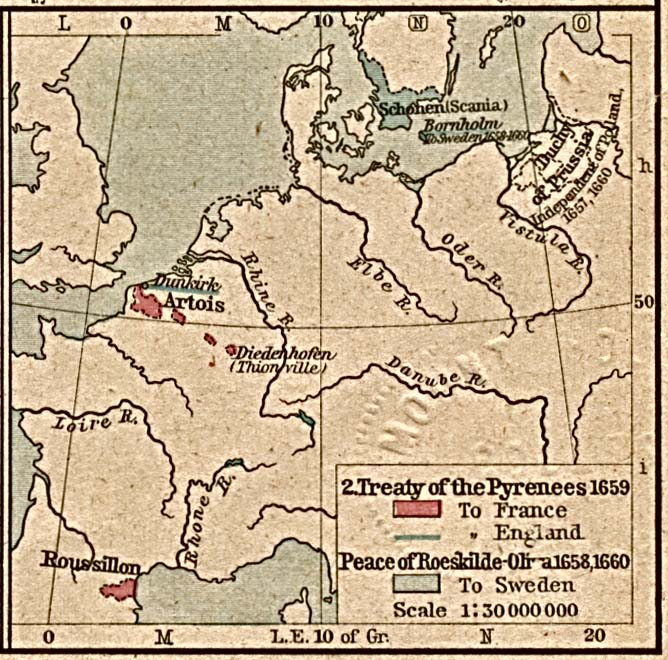
Територіальні зміни внаслідок Піренейського договору (1659 р.), включаючи Французьку Фландрію
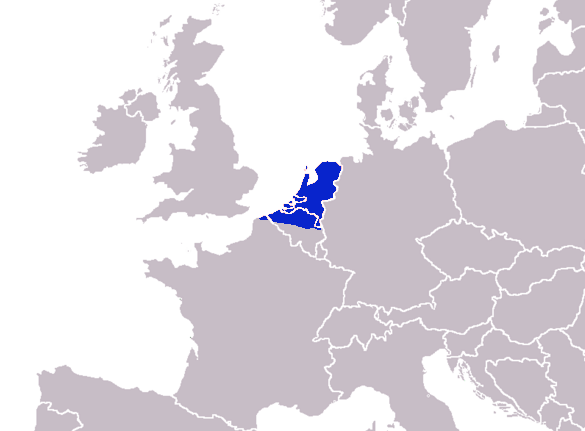
Голландськомовний Taalgebied (Мовний простір), що містить Північ Французької Фландрії